# Совјетска глад 1946–1947.
Совјетска глад 1946–1947. била је велика глад у Совјетском Савезу која је трајала од средине 1946. до зиме 1947/ 1948. године.
Процене о броју жртава варирају, у распону од неколико стотина хиљада до 2 милиона. Недавне процене историчара показују да је 900.000 страдало током глади. Региони који су посебно били погођени су Украјинска ССР са 300.000 мртвих  и Молдавска ССР са 100.000 мртвих. Остали делови Совјетског Савеза, као што су Руска СФСР и Белоруска ССР, такође су били погођени са 500.000 смртних случајева. На другим местима, потхрањеност је била широко распрострањена, али је глад била спречена. Глад је значајна по веома високом нивоу смртности деце.
Историчари су идентификовали неколико водећих узрока глади.
Други светски рат је за последицу имао огромну инфраструктурну штету, посебно у пољопривреди на западу земље, као и преко 25 милиона смртних случајева међу совјетским грађанима. Повратак демобилисаних трупа из рата резултирао је истовременим порастом рађања на који систем није био спреман. Тешкоће рата, посебно несташица хране, трајале су после августа 1945. и још увек су биле горућа питања у лето 1946.
Суша из 1946. угушила је очајнички потребан опоравак совјетске пољопривреде и резултирала је жетвом знатно нижом од жетве из 1945. Суша је описана као најтежа од 1891. године.
Совјетска влада је била претерано ревна у својој одлучности да унапреди економске реформе, и смањила је право на карте за храну крајем 1946, док је у исто време подигла цене хране.
Да би избегла појаву глобалне слабости, совјетска влада је наставила са извозом хране и одбила је да тражи међународну помоћ.
Глад је достигла врхунац почетком 1947. године и опадала је током године. После прилично успешне жетве 1947. године, масовно умирање од глади је нестало почетком 1948. године. Велики план за трансформацију природе усвојила је совјетска влада крајем 1948. као одговор на глад.
У совјетској историографији, глад из 1946–1947 је у великој мери засенчена претходном глађу 1932–1933, и требало је до 1990-их да би глад 1946–1947 добила значајну историографску пажњу.

## Позадина
Совјетска глад је била трећа и последња од највећих совјетских глади која се догодила између 1920-их и 1940-их.
Ова глад резултирала је милионима жртава, а такође је оставила трајне културне и економске ожиљке на погођеним регионима. Мајкл Елман, време које је обухватало године од 1941. до 1945, током Другог светског рата, рачуна као сопствену глад, због чега би глад из 1946-1947. године постала четврта, а не трећа велика глад. Друга велика глад, која је углавном трајала од 1932. до 1933. године, привукла је значајну пажњу. Понекад називан Голодомором или „терористичком глађу“, поступак ове глади која се догодила у Украјинској ССР признала је као геноцид од стране владе Украјине 2006. године, а од тада су их владе признале као геноцид. Совјетска држава је примила значајну међународну помоћ током руске глади 1921–1922 у облику Америчке управе за помоћ (АРА) и других организација. Док је Совјетски Савез прихватио ову помоћ у јулу 1921, није тражио или прихватио било какву помоћ већег обима у периоду 1932–1933, и поново је пропустио да затражи страну помоћ 1946– 1947.
Иако је свака глад имала елементе који су је чинили јединственом, све три су биле делимично погоршане идеолошки вођеном политиком владе Лењина и Стаљина, као што су реквизиција жита, црвени возови или присилна економска колективизација.
Историчари су идентификовали неколико главних разлога за глад 1946–1947: разарања изазвана Другим светским ратом, суша 1946, недостатак аутономије совјетског сељаштва и неспособност совјетске владе да спроведе ефикасну политику за сузбијање глади.

### Утицај Другог светског рата
Совјетски Савез је био ангажован на Источном фронту Другог светског рата између 1941. и 1945. године и претрпео је више од 25 милиона жртава.
Док се три велике совјетске глади (1921–1922, 1932–1933, 1946–1947) често посматрају као делови веће целине, постоји велика разлика између глади 1932–1933 и друга два догађаја. И глади 1921–1922 и 1946–1947 су непосредно претходили велики војни сукоби који су нанели велику штету, Руски грађански рат (и Први светски рат) и Други светски рат. Војна демобилизација је истовремено довела до великог броја незапослених војника, борачких инвалида којима је била потребна државна подршка, као и до пораста броја рођених када су се војници враћали својим женама.
Поред тога, рат је оставио децу у СССР-у посебно рањивом. Многа су изгубили оба родитеља, а много више њих је изгубило очеве. Стотине хиљада су били бескућници, а стотине хиљада других је зависило од самохраних мајки за преживљавање. Криза младих родитеља довела је до тога да велики број родитеља напушта своју децу, а деца су постала једна од примарних демографских жртава глади.
Мобилизација током Другог светског рата је одузела велике количине људства из цивилног запошљавања, укључујући пољопривредну радну снагу, а чак и након демобилизације, многи војници су се борили да нађу посао. Војна демобилизација је такође резултирала наглим порастом рађања пошто су се младићи враћали кућама, а број порођаја на 1.000 људи порастао је са 15,9 у 1945. на 24,9 у 1946. години, чиме је знатно повећан број деце млађе од дванаест месеци (која би била међу главним групама умирања од глади у глади). Централна статистичка управа је 1946. године регистровала 4,1 милион рођених и још 4,5 милиона 1947. године. Поред тога, постојали су стални бирократски сукоби између припадника војске и цивилног света, посебно лекара и медицинских сестара, пошто је Црвена армија споро напуштала зграде које је заузела (посебно болнице) током рата. Само у Украјинској ССР, 129 зграда које су званично припадале Министарству здравља и даље су 1. јануара 1946. биле заузете другим институцијама, најчешће војним.
Многа деца у Совјетском Савезу су остала сирочад због рата, а многа друга су изгубила једног од родитеља (обично очеве). Овај слој постао је велики друштвени и економски проблем, са 36.000 деце бескућника која је само лутала улицама Москве почетком 1945. Совјетска влада је радила са програмом патроната (патронат, „протекторство“) да би се сместили сирочићи, у којима је током ратних година било око 600.000, али се број гладне деце и даље повећавао.
Рат је пореметио редован приступ безбедном снабдевању храном за многе совјетске грађане, посебно оне под немачком окупацијом или ухваћене у дуготрајним опсадама (најпознатија опсада Лењинграда), а многим десетинама хиљада људи је претила глађу чак и у августу 1945. рат се завршавао. Чак су се и индустријски радници, који су идеолошки били омиљена класа у совјетском друштву, жалили да се њихова исхрана не побољшава чак ни када се рат завршава. Несташица хлеба је трајала током 1945. и 1946. године, а потешкоће у снабдевању храном нису биле изоловани локални инциденти, већ системски проблем великих размера за прехрану становништва.
Плаћање и наднице, које су делимично биле даване у житу, а делом у новцу, такође су стагнирали или опадали. У различитим областима, посебно у Украјинској ССР и Саратовској области у оквиру Руске СФСР, ови падови су били огромни. Само у неколико области, попут Јерменске ССР, плате радника су порасле од 1940. до 1945. године.

### Временски услови и суша
Године 1946. Совјетски Савез је захватила суша. Совјетска влада је сушу из 1946. назвала најгором сушом у Русији од 1891. године, иако се показало да је такве тврдње тешко недвосмислено доказати или одбацити. Без обзира на компаративну тежину суше 1946. године, неоспорно је да је лето 1946. било изузетно сушно, а међународни посматрачи попут Александра Верта и British Foreign Office приметили су потешкоће које је тешко време нанело сељаштву. Време је било оштар контраст у односу на ратне године, током којих су, са можда јединим изузетком 1943. године, временски услови били повољни за биљну производњу.

### Трансформација пољопривреде и сељаштва
Пољопривреда и улога сељаштва пресудно су промењени у Стаљиново доба. Не само да су совјетска глад 1932–1933, и Голодомор који је био његов регионални део, масовно погодили сељаштво, мањи градови и села Совјетског Савеза су такође остали у значајном економском сиромаштву, јер су совјетски економски раст и инвестиције били веома несразмерно наклоњени тешкој индустрији. Рат је одвео људство са села, а за последицу је нанела огромна материјална штета. Број пољопривредних оруђа и трактора је знатно смањен од 1940. до 1946. године.
Совјетска пољопривреда је претрпела материјалне штете и губитке у људству у рату. Упоређујући број расположивих пољопривредних оруђа 1946. године у односу на 1941. годину, плугови су били на 62%, култиватори на 61%, машине за сејање на 62%, комбајни и снопови на 55%, косачице на 61%, вршалице на 64 %.  Број расположивих радних животиња такође је опао. У поређењу са предратним нивоима, колективне фарме у Украјини су отишле на 69% својих крупних говеда (краве: 30%), 27% свиња и 35% оваца и коза. Да би надокнадила озбиљан недостатак радних животиња, совјетска влада је распоредила политичке затворенике да раде тај посао. Потешкоће рата су такође утицале на разноврсност (или недостатак исте) у исхрани, а већина совјетских породица је преживела на дијети која се састојала од хлеба и кромпира, са само мало воћа, поврћа или протеина. Недостатак механизације у совјетској пољопривреди, који је увек био горући проблем и у владама Лењина и Стаљина, је сада био посебно болан за владу. Број трактора на машинским тракторским станицама опао је за четвртину, са 435.000 на 327.000, између 1941. и 1946. године. Количина коњских снага коју су давали трактори опала је на 71% у односу на ниво из 1941. године, са 8,001,059. Број коња је пао на 46% од вредности из 1941. године 1946. године, број теглеће стоке на колхозима на 95%, број аутомобила у МТС-у и задругама на 16% (само на колхози: 4,7% (107.000 до 5.000)).
Пошто је приватна пољопривредна производња постала све значајнија током рата, неки сељаци су стекли мала приватна богатства хранећи градове. Економску анализу стања (и градског и руралног становништва), као и куповне моћи цивилног становништва, отежава екстремна несташица робе која смањује укупну доступност робе широке потрошње.

### Владине политике
Као што се већ догодило 1930-их, совјетска влада је 1940-их поново предузела велики извоз житарица упркос растућој несташици хране. Четврти петогодишњи план захтевао је извоз житарица, а Совјетски Савез је повремено био подржан од стране западних сила у овом настојању. У марту 1946. САД су обезбедиле бродове за преношење 600.000 тона жита у Француску. Између 1946. и 1948. из СССР-а је извезено укупно 5,7 милиона тона житарица. Совјетски Савез је себе видео у идеолошкој и геостратешкој конкуренцији са САД у погледу помоћи у храни, и није желео да изгледа превазиђено. Док је већина земаља које су добиле америчку и совјетску помоћ избегавале глад, сам СССР није то учинио.
Осим континуираног извоза хране, совјетска влада такође није успела да искористи све расположиве методе увоза хране. Захтеви за храну у совјетској окупационој зони (касније Источна Немачка) су смањени на врхунцу совјетске глади.
После 1945. године, совјетска влада је покушала да спроведе свеобухватне монетарне и економске реформе (које су на крају довеле до монетарне реформе 1947). Совјетска привреда је била под притиском због неколико фактора, укључујући критично недовољно снабдевено потрошачко тржиште, растућу економију природне размене, инфлаторне притиске и девалвацију рубље, и смањење државних прихода након укидања ванредног ратног пореза и добровољни фонд Црвене армије. Главни пример такве политике била је државна обвезница за обнову и развој. Издата у мају 1946. године, ова обвезница је издата у износу од 20 милијарди рубаља. Веза, која је настала уз притисак на запослене од стране послодаваца и партијских кадрова, показала се дубоко непопуларна. Уз државну реконструкцију и развојну обвезницу која је у току након маја 1946. године, совјетска влада је додатно залагала за озбиљну монетарну реформу како би повратила вредност рубље. Критични корак ка овом циљу било је укидање ратног система оброка, који је са својим фиксним ценама и скривеном инфлацијом (смањење квалитета производа пре него повећање његове цене) озбиљно нарушио здравље совјетске привреде. Совјетски лидери су се надали да ће укидање система оброка представљати економски моћан и дипломатски суверен Совјетски Савез, а било је гурнуто у време када је неколико земаља, укључујући Уједињено Краљевство и Француску, много богатије и много мање разорене ратом, још увек ослањали су се и на карте за храну.

## Историја глади 1946–1947

### Општа историја
Рани проблеми у систему дистрибуције хране били су видљиви већ у децембру 1945. и јануара 1946. године, где се квалитет хлеба смањивао, а чекања испред продавница и пекара повећавала. Економски циљеви за производњу хране били су нереално високи, а фабрике хлеба су понекад падале и по неколико тона испод дневних циљева производње током недељних периода. Недостатак горива је додатно успорио испоруке. Почетком децембра 1945. године дистрибуција хране је била испод 50% планираног нивоа. Током ране 1946. године, залихе жита и прехрамбене резерве локалних и регионалних институција су се смањивале. Почевши од јануара 1946. године, неколико округа заменило је дистрибуцију брашна дистрибуцијом житарица, и преусмерило неквалитетну храну намењену домаћим животињама на исхрану људи.
Други низ озбиљних прекида у снабдевању храном догодио се од марта до априла 1946, делимично узрокованих владиним смањењем комерцијалних цена разних основних прехрамбених производа које је издато 26. фебруара 1946. Овај други талас несташица, који је почео у марту, настављено у априлу 1946, као и делимично у мају и јуну. У мају 1946, совјетска влада је даље напредовала ка укидању система оброка издавањем државне обвезнице за обнову и развој. Ова реформа се показала дубоко непопуларном, а убрзани темпо којим је Совјетски Савез журио ка укидању бонова за храну (које се још увек користе у Француској и Британији, између осталих земаља), оставио је многе цивиле који су очајнички зависни од оброка на претњу гладовањем.
Несташице хране, које су мучиле совјетске градове од рата, биле су погоршане недостатком падавина почетком и средином 1946. године, што је довело до суше 1946. године. Суша је негативно утицала на све жетвене приносе и смањила приносе зрна и кромпира за више од 60%.
У септембру 1946. Министарски савет и Централни комитет започели су „кампању штедње на хлебу“, подижући цене следовања хлеба. Иако су одређена повећања плата донета упоредо са ценама оброка, она нису ни приближно надокнадила разлику у повећаним ценама хране. Совјетска влада је контроверзно наставила да извози храну у стране земље чак и суочена са глађу.  Током 1946. године, домаћа несташица хране довела је до затварања неколико чак и државних предузећа. Реакција јавности на нове мере била је у великој мери негативна. Неки грађани су прихватили реформе као неопходно зло за супротстављање претњи ратом против Уједињеног Краљевства или САД, док су други кривили осветничке снаге унутар Комунистичке партије (иако обично не Стаљина). Незадовољство владом почело је да се растерећује у повременим локалним штрајковима.
Влада и Централни комитет су 27. септембра 1946. године издали још једну заједничку уредбу под називом „О економичности у потрошњи житарица“, којом је започела „кампања за очување хлеба”. Уредба је ступила на снагу 1. октобра 1946. године и смањила је број лица која су имала право на храну. Смањење система следовања догодило се у време када су многи примаоци следовања очајнички зависили од следовања за свој опстанак, и када је рационирање још увек било у употреби чак и у неколико земаља које су много богатије и мање разорене ратом од Совјетског Савеза. Одлука владе крајем септембра да интензивира реквизицију жита била је још један поразан ударац приликама на селу и селима, а политика конфискације жита по сваку цену људског живота била је примарни и доминантни фактор који је претходио експлозивном порасту смрти од глади после децембра 1946. године.
Совјетски Црвени крст и Црвени полумесец су били активни током целе глади (као и током месеци који су јој претходили), пружајући медицинске третмане, дистрибуцију хране и одеће и изградњу локалне инфраструктуре. Док су напори хуманитарних радника на терену били искрени и добронамерни, организација је често западала у бирократски и финансијски ћорсокак, а понекад се чак и суочавала са опструкцијом од стране совјетске владе. Друга организација која је била од великог значаја за пружање помоћи била је Управа Уједињених нација за помоћ и рехабилитацију (УНРРА), која је била посебно активна у Украјини и Белорусији пре него што је била присиљена да обустави операције почетком 1947. године.
Влада је у октобру 1946. године донела одлуку да смањи трговину хлебом на мало, а количина расположивог хлеба смањена је за десетине хиљада тона. Истовремено, квалитет хлеба је смањен. Све веће незадовољство међу цивилним становништвом регистровале су совјетске тајне службе, које су пресреле све већи број писама цивила у којима се изражавало незадовољство и очај.
У децембру 1946. глад је почела да се појављује у великим размерама у државним фармама. Влада је пропустила да реагује на начин да се резерве жита брзо расподељују међу становништвом. Државне агенције су до 1. јануара 1947. поседовале 11,8 милиона тона жита (смањење за 3,6 милиона тона у односу на 1. јануар 1946), али то није било све на располагању за потребе становништва, јер су делови житарица били наплаћени за извоз, као прелазне залихе жита, или као неприкосновене резерве (за случај другог рата). Почетком до средине 1947. године било је највише жртава током глади. Број смртних случајева достигао је први врхунац у марту 1947. године, затим други врхунац у мају и јуну 1947. године, а затим је опао.
Почетком 1947. УНРРА је била присиљена да обустави операције под притиском Америке. Влада САД је била свесна размера очаја у Совјетском Савезу, али је искористила чињеницу да совјетска влада није успела да јавно апелује на помоћ да уместо тога преусмери америчку помоћ и помоћ ка пројектима као што је Маршалов план.
Групе становништва које су и даље биле највише погођене глађу су били деца, старци, незапослени, инвалиди (укључујући ратне војне инвалиде) и они који су били запослени на пословима који нису физички (као што су наставници и чиновници). Глад је драстично утицала на бескућнике и децу без родитеља у Совјетском Савезу и приморала многе родитеље да напусте своју децу. Деца су била једна од најугроженијих демографских група, а мала деца и новорођенчад су посебно истакнути међу жртвама глади.
У лето 1947. прошириле су се гласине да ће цене оброка поново порасти 15. јула, што је довело до још једног напада на продавнице и банке.
Глад се смањила након лета 1947. године, а услови су се побољшали након жетве 1947. године, као и укидања рационализације у децембру 1947. године. Цивилно становништво је дуго очекивало крај рационализације, са подељеним мишљењима о томе да ли ће исход бити позитиван или негативан. Много више изненађујуће за ширу јавност била је чињеница да је у децембру 1947. године такође дошло до финализације монетарних реформи у земљи из 1947. године, укључујући реформу валуте за сузбијање инфлације.
Економски опоравак након монетарних реформи био је неједнак у цијелој земљи. Док су велики градови брзо напредовали ка егзистенцијалном и на крају вишком нивоа доступности робе широке потрошње, потрошачко тржиште је остало у критичном стању у неурбаним срединама. У неким селима, рационализација је понекад поново уведена на локалном нивоу, било директно у облику картица за оброке, или још прикривеније у облику књижица или других докумената који су омогућили приступ тржишту. Многи цивили на селу или у градовима средње величине огорчено су се жалили локалним званичницима или у писмима новинама попут Правде о свом стању.
Док се криза снабдевања наставила до 1948. године, главна фаза глади је завршена. Крај рационализације крајем 1947, иако су га многи совјетски цивили жељно очекивали, није донео драстичну позитивну промену којој су се многи надали. Уместо тога, економска и прехрамбена побољшања су била постепена, посебно ван великих градова. Демографски подаци говоре да је глад као масовна појава престала почетком 1948. године. Несташица хлеба трајала је 1948. (а заправо и 1949. и 1950. године), а неки градови попут Новосибирска имали су озбиљних проблема да правилно обнове снабдевање хлебом, што је довело до јавног насиља и нереда. У неколико градова је милиција распоређена да разбија борбе и немире у редовима испред продавница.
Совјетска влада је 20. октобра 1948. усвојила Велики план за трансформацију природе као одговор на штете од суше и глади.

### Виктимологија и број мртвих
Под претпоставком да је број од нешто више од милион жртава, ово чини 1946–1947. донекле еквивалентним у апсолутним бројевима конзервативнијим проценама морталитета глади из 1921–1922, али обе глади остају у сенци броја умрлих од глади 1932–1933. где чак и најниже процене углавном остају изнад броја од најмање 5 милиона смртних случајева.
Демографски рад, посебно када се упореди глад из 1946–1947 са другим совјетским глађу, веома је отежан због штете коју је начинио Други светски рат, укључујући директне људске жртве или индиректну штету нанету ефикасности административне бирократије и њених података. Стога постаје тешко направити разлику између људи који су умрли у или као резултат Другог светског рата или оних који су умрли од глади. Смртност је достигла врхунац почетком 1947. године. Међу жртвама глади посебно су се издвојили старци, као и мала деца. Такође је забележен пораст броја самоубистава.

### Суша и жетвени неуспеси
Жетва свих главних прехрамбених усева из 1946. је пропала. Житарице су биле 64%, сунцокрети 56%, шећерна репа 42%, а кромпир 69% жетве 1940. године.
Укупна количина пожњевеног жита у просечном совјетском селу (39,6 милиона тона) била је друга најмања количина у совјетској историји, само испред жетве из 1921. (36,2 милиона тона). Међутим, жетва из 1946. обрађивана је на већој површини од жетве из 1921. године, пошто је Совјетски Савез у међувремену анектирао Балтичке државе, Бесарабију и Буковину, као и источну Пољску, чиме је повећао количину земље за жетву.  Као што је истакао историчар Стивен Г. Виткрофт, тачне изјаве о совјетским приносима житарица у то време отежане су темељним фалсификовањем статистичких података совјетске владе, од којих су неки други историчари сматрали аутентичним.
Последице глади су се смањиле током средине до краја 1947. године, а услови су побољшани након прилично успешне жетве у јесен 1947. године, као и укидања рационализације у децембру 1947. године. Цивилно становништво је дуго очекивало крај рационализације, са подељеним мишљењима о томе да ли ће исход бити позитиван или негативан. Много више изненађујући за ширу јавност од укидања рационализације била је чињеница да је децембра 1947. године такође дошло до финализације монетарних реформи у земљи из 1947. године, укључујући реформу валуте за сузбијање инфлације.

### Деца за време глади
Смртност деце је била огромна током глади, са стотинама хиљада деце која су умрла пре свог првог рођендана. Положај деце, посебно омладине бескућника, драстично се погоршао током година глади. Број деце бескућника, који је опао са 341.134 1944. на 296.432 1945. године, поново је порастао, на 323.422 1946. и на 360.000 (врло вероватна процена, а не број) 1947. године. Огромне размере кризе за малу децу (укључујући и ону која су остала сирочад и ону чији су родитељи и сами гладовали и обратили су се систему за бригу о деци за помоћ) приморали су установе за бригу о деци да повремено одлучују која ће деца живети, а која ће морати да умру од глади.
Број гладне деце драстично се повећао током последња четири месеца 1946. године, када се погоршала несташица хране, а количина беспризорних који су прихваћени на државним контролним пунктовима порасла је за више од 25%, на 103.923. Поред тога, број деце покупљене на железничким станицама или дуж железничких пруга (који долазе из различитих средина, укључујући сирочад без смештаја, децу која су побегла из дечијих домова, децу радника који су напустили своје радно место, итд.) порастао је на 57.260 до 77,291.
Значајан број смртних случајева деце били су нађенци које су родитељи напустили. Већина смртних случајева деце догодила се у року од месец дана од пријема у систем бриге о деци, јер су многа деца улазила у болнице или старачке домове у стању глади и дистрофије које су већ биле очајне.
Инфраструктура за дечју медицинску негу се побољшала током 1947. године, додајући 2.103 кревета за одојчад у домовима и 5.901 дечији кревет у Украјини само у прва четири месеца 1947. године, заједно са 4.639 дечијих болничких кревета током током целе године, али саме размере кризе деце, како сирочади скитнице, тако и оне чији су родитељи били толико сиромашни да су се за хитну помоћ обраћали дечјим болницама и установама за бригу о деци, приморали су дечје домове и болнице да понекад одбијају децу којој је потребна помоћ. Томе није помогла владина политика штедње: у трећем кварталу 1947. године, Госплан је смањио број оброка који су били обезбеђени у Украјини са 72.000 на 61.200, у време када су ти оброци били очајнички потребни.
На инфраструктуру дечјих старачких домова и болница негативно је утицала кампања „разговор о хлебу“ коју је влада започела у октобру 1946. године, пошто је смањење хране и особља у државној здравственој служби угрозило систем бриге о деци, који је био амбициозан. планирано да се значајно прошири 1947. године, са озбиљним недостатком особља.

### Економска историја
После 1945. године, совјетска влада је покушала да спроведе свеобухватне монетарне и економске реформе (које су на крају довеле до монетарне реформе 1947). Совјетска привреда је била под притиском због неколико фактора, укључујући критично недовољно снабдевено потрошачко тржиште, растућу економију природне размене, инфлаторне притиске и девалвацију рубље, и смањење државних прихода након укидања ванредног ратног пореза и добровољни фонд Црвене армије.
Совјетска влада је 26. фебруара 1946. објавила смањење комерцијалних цена разних основних намирница. Надало се да ће смањење цена званичних извора хране обуздати активност на црном тржишту и распршити шпекулације. Циљ је постигнут, а трошкови хлеба у појединим областима пали су за више од 50%, а неколико прехрамбених производа постало је доступније грађанима. Влада је првог дана реформе отворила 600 продавница у 250 градова, надајући се да ће зауставити предвиђену плиму нових потрошача, али није успела да изађе на крај са великом потражњом. Редови за хлеб од 500 до 600 људи изван неких од нових продавница забележени су у градовима као што су Горки (Нижњи Новгород) и Молотов (Перм). Сав новодоступни хлеб у Стаљинграду (Волгоград) распродат је за два сата. У марту 1946. совјетски градови који су били погођени значајном несташицом хране укључивали су Молотов, Архангељск, Котлас, Кировград, Измаил, Самбир, Дрогобич, Липецк, Борисоглебск и Уст-Каменогорск (Оскемен). Градови у целој Унији били су погођени кваровима у дистрибуцији хлеба, али су тесне групе таквих инцидената биле посебно приметне у јужној Украјини, северозападној Белорусији и југозападној Русији.
Главни пример совјетске економске политике у непосредном послератном периоду била је државна реконструкција и развојна веза. Издата у мају 1946. године, ова обвезница је издата у износу од 20 милијарди рубаља. Веза, која је настала уз притисак на запослене од стране послодаваца и партијских кадрова, показала се дубоко непопуларна. Уз државну реконструкцију и развојну обвезницу која је у току након маја 1946. године, совјетска влада је додатно залагала за озбиљну монетарну реформу како би повратила вредност рубље. Кључни корак ка овом циљу била је припрема за укидање ратног система оброка, који је са својим фиксним ценама и скривеном инфлацијом (смањење квалитета производа, а не повећање његове цене) озбиљно нарушио здравље совјетског народа. привреда. Совјетски лидери су се надали да ће укидање система оброка представљати економски моћан и дипломатски суверен Совјетски Савез, а било је гурнуто у време када је неколико земаља, укључујући Уједињено Краљевство и Француску, много богатије и много мање разорене ратом, још увек ослањали су се и на бонове за храну.
Током лета, суша која је напредовала и даљи пољопривредни ћорсокак који је био последица ње, претворили су економску ситуацију у Совјетском Савезу потпуно очајну, посебно у селима и на селу, као и у малим и средњим градовима.
Упркос скептицизму локалних партијских званичника, који су били забринути да ће се ове реформе показати непопуларне у условима растуће несташице хране, совјетска влада је контроверзно наставила да извози жито у друге земље, укључујући Француску, Бугарску, Румунију, Чехословачку, Југославију и др. Наставак политике извоза житарица посебно су критиковали локални партијски функционери, који су се плашили растућег негодовања потрошача због растуће контрадикције несташице домаће хране са међународним извозом житарица у иностранство. Ипак, мора се истаћи да је извоз житарица бар делимично смањен пред све већом глађу, а значајно је опао од 1946. до 1947. године.
Док су набавке житарица биле смањене у поређењу из године у годину између 1945. и 1946. (са 20,0 милиона тона у 1945. на 17,5 милиона тона у 1946. (−12,5%)), још већи губитак укупног приноса жетве (47,3 милиона тона у 1945. на 39,6 милиона тона у 1946. (−16,3%)) значило је да су и уз смањене житне набавке поједини сељаци остали са мање хране, а набавке су са 42,3% жетве 1945. године са 44,2% у 1946. години.
У септембру 1946. Савет министара и Централни комитет започели су „кампању штедње на хлебу“, подижући цене хлеба, што је значило да су грађани за исти новац могли купити мање хлеба. Док је компензација покушана снижавањем цене комерцијално продатог хлеба (знатно скупља категорија), цене оброчног хлеба су се удвостручиле или чак утростручиле, док су комерцијалне цене смањене за само између 10% и 20%.
Повећања плата (између +60 и +110 рубаља месечно, при чему су највише повишице давана онима који зарађују 300 рубаља месечно или мање) била су недовољна да би омогућила потрошачима да одрже корак са повећањем цена. Радничке плате, иу житу и новцу, једва су се повећавале (а често и смањивале, у зависности од региона) од 1940. године. Увођење ових економских реформи било је заказано за 16. септембар 1946. године, а промене су изазвале значајну конфузију и забринутост. чак и међу партијским кадровима.
Почевши од 16. септембра 1946. године, фрустрација због повећања цена почела је да се растерећује у повременим локалним штрајковима, на пример у Омску. Неки радници су такође покушали да преговарају са руководством фабрика о повећању фабричке производње и радног времена како би на тај начин постигли већу плату, али су Савет министара и Централни комитет превентивно изричито забранили повећање плата или стопе зарада.
Влада и Централни комитет су 27. септембра 1946. године издали још једну заједничку уредбу под називом „О економичности потрошње жита“, која је подстакла незадовољство јавности. Ову „кампању за очување хлеба“ (Указ бр. 380, 27. септембар 1946.) покренуо је Стаљин у писмима које је примио од Бориса Двинског, министра за житарице, 7. и 23. септембра. Двински је упозорио Стаљина на катастрофални неуспех жетве 1946. године и упозорио да се максимизира количина и минимизира потрошња расположивог хлеба.
Андреј Андрејевич Андрејев, тадашњи совјетски министар пољопривреде, молио је Стаљина у октобру 1946. да преусмери дистрибуцију тешке машинерије ка пољопривредном сектору како би помогао у опоравку приноса жетве на предратни ниво. Стаљин, делимично пријемчив за Андрејевљеве сугестије, сазвао је пленум Централног комитета КПСС за фебруар 1947. како би се позабавили пољопривредним проблемима у послератном периоду. На овом пленуму се показало да совјетској влади недостају кадрови са потребном стручношћу за пољопривредна питања, јер је Георгиј Маленков, који је и сам углавном неупућен у пољопривреду, постављен на чело Пољопривредног одсека Централног комитета.
Новим декретом „Кампања за очување хлеба“, који је ступио на снагу 1. октобра 1946. године, смањен је број лица која су имала право на храну. Ова политика је посебно погодила сеоско становништво, где су радници и радници државних фарми, машинских тракторских станица (МТС) и локалних индустријских предузећа у великој мери избачени из система оброка. Укупно 23 милиона руралних совјетских грађана изгубило је своје бонове за храну, заједно са још 3,5 милиона урбаних грађана (последња категорија се углавном састоји од одраслих незапослених издржаваних лица). Циљ је био да се смањи потрошња житарица за 520.000 тона током осам месеци, чиме би се теоретски ставило више хране на располагање влади за хитну дистрибуцију. Начин на који је то донето је првенствено смањењем броја људи који имају право да добију храну, и смањењем количине хране која је додељивана онима који још увек испуњавају услове. Смањење система следовања догодило се у време када су многи примаоци следовања очајнички зависили од следовања за свој опстанак, и када је следовање још увек било у употреби чак иу неколико земаља које су много богатије и мање разорене ратом од Совјетског Савеза.
Као одговор на избацивање из система оброка код одређених послодаваца, неки градски радници су покушали да промене професију како би пронашли другог послодавца који је још увек користио картице за храну, а индустријска предузећа у Лењинграду су у октобру запослила дупло више нових радника него у септембру, а нека предузећа су морала да одбију подносиоце захтева јер нису могле бити подељене додатне бонове за храну. Многи сеоски радници који су изгубили своје оброке напустили су послове на државним фармама (што је додатно штетило пољопривредној производњи) и мигрирали су у градове, тражећи прилике за запошљавање које су обећавале приступ картицама за храну. Дана 30. октобра 1946., државној агенцији за планирање Госплан је наређено да се припреми за још један талас смањења услова за исплату хране. Неочекивана смањења рационализације током октобра уништила су животе милиона грађана, посебно оних на селу који нису били физички радници, као што су шумари, наставници и медицински радници, као и незапослена издржавана лица, као што су стари или инвалиди.
Одлука владе крајем септембра да интензивира реквизицију жита била је још један поразан ударац приликама на селу и селима, а политика конфискације жита по сваку цену људског живота била је примарни и доминантни фактор који је претходио експлозивном порасту смрти од глади. после децембра 1946. Приступ храни у систему државних газдинстава често је зависио од могућности испуњавања квота за жито. Ако одрасли радници не би испунили очекиване количине испоруке на време, претила им је опасност да изгубе приступ плаћањима у виду хране, као и њихова деца и незапослени рођаци.
Влада је у октобру 1946. донела одлуку да се трговина хлебом на мало смањи за 70.000 тона. Количина хлеба којим се трговало касније је смањена за 35.000 тона у октобру 1946. и за још 25.000 тона у новембру 1946. У исто време, квалитет хлеба је смањен: 1. новембра 1946. комбиновани удео овса, јечма, а кукуруз у хлебу је подигнут на 40% (за Москву и Лењинград: 25%), а народно незадовољство је даље расло. Ипак, јавне изјаве критике, тамо где су се дешавале, обично су избегавале критику Стаљина, и уместо тога окривљавале корумпирану политичку класу која је користила Стаљинов боравак у Сочију да преузме власт у већим градовима.
У децембру 1946. глад је почела да се појављује у великим размерама у државној фарми (где радници сељаци нису имали приступ како храни коју су сами производили, тако и картицама које су им биле потребне за куповину хране), иако је израз „глад“ је избегнуто у званичним документима у корист израза „провизијски проблеми“. Исто тако, израз „гладовање“ се обично избегавао као узрок смрти, у корист израза као што је „дистрофија“. Покрајинска канцеларија у Калуги послала је Централном комитету конкретне приче, описујући запослене у државним фармама, укључујући мајке удовице и ветеране трактористе, који примају далеко мање од хране коју зараде радом, и као резултат тога добијају болести узроковане неухрањеношћу. Док су највише погођена села, страдала су и градска индустријска предузећа у разним градовима. До 1. марта 1947. забележено је 3.789 случајева дистрофије само у пет великих фабрика града Маријупоља.
У лето 1947. прошириле су се гласине да ће цене оброка поново порасти 15. јула, што је довело до још једног напада на продавнице и банке, са цивилима који су покушавали да испразне своје штедне рачуне и да купе сву доступну храну како би се припремили за могућности још оштрије време несташице хране.
Много више изненађујући за ширу јавност од укидања рационализације била је чињеница да су у децембру 1947. године такође завршене монетарне реформе у земљи из 1947. године. Реформа валуте, осмишљена да обузда инфлацију рубље, била је тајно планирана (која ће бити објављена тек на дан реформе), али су информације процуриле када су локални званичници отворили налоге пре времена. Неки партијски кадрови су користили информације да потроше сав свој новац на злато, некретнине или друге драгоцености пре валутне реформе, подстичући негодовање шире јавности након откривања реформи. Ипак, реформа валуте је довела до значајног повећања квалитета и квантитета робе широке потрошње у продавницама у већим градовима, а залихе многих предузећа почеле су да се приближавају (упоредном) обиљу из предратног доба. Новопристигла роба долазила је са позамашним ценама, посебно одеће, обуће и трикотаже, али и прехрамбених производа. Егзотична храна, чак и ако је била доступна у продавници, обично је била изузетно скупа чак и након валутне реформе. Спровођење валутне реформе, која је била усмерена на штедне рачуне, изазвала је значајне проблеме и за оне грађане који су готовину чували код куће.
Глад је додатно пореметила послератни економски опоравак Совјетског Савеза. Цивилни животни стандард је остао испод предратног нивоа током дужег временског периода, и вратио се на ниво из 1940. године тек 1953. године, а чак и након престанка рационализације 1947. године, спорадична глад се појавила у изолованим местима, посебно у совјетским селима, дубоко у 1950-их. Насупрот томе, градска тешка индустрија се опорављала брже од села, достигавши нивое производње из 1940. до 1948. године, док су градска лака индустрија и пољопривреда трајале до 1949. или 1950. Нивои из 1940. су и сами снижени тешким временима Велике глади и Велике чистке, али опоравак до ових предратних нивоа био је важан пројекат престижа за совјетску владу.

### Напори за помоћ
Совјетски Црвени крст и Црвени полумесец, званично део Међународног покрета Црвеног крста и Црвеног полумесеца, али ефективно контролисан од стране совјетске владе, почео је да ради у великој кампањи помоћи која је почела у августу и септембру 1946. СРЦРЦ је организовао јавну помоћ болнице, старачке домове и сирочад и прикупљао новац за те сврхе. Од августа 1945. до средине 1947. године, СРЦРЦ је прикупио укупно 32 милиона рубаља за грађане, од којих је већина отишла на лечење, храну и одећу за сирочад и инвалиде. СРЦРЦ је редовно организовао добротворне акције за прикупљање јавних средстава за своје пројекте где год је наилазио на ћорсокак у финансирању. СРЦРЦ се повремено суочавао са бирократијом и опструкцијом од стране владе, посебно када је покушавао да сарађује на локалном или регионалном нивоу са свештенством и верским групама. Николас Гансон закључује: „Половична подршка централне владе кампањи помоћи јасно је служила као главна препрека заустављању плиме глади, а кампања за очување хлеба је, у непосредном смислу, била главни изазивач глади.

### Домаће реакције
Како су се вести о скором повећању цена хране шириле међу општом популацијом у септембру 1946. године, неки су били у неверици у политику која је тако очигледно била у супротности са комунистичком идеологијом. Други су нашли жртвеног јарца у западним силама, верујући да је растућа опасност од рата са УК и САД приморала совјетску владу да подигне цене житарица. Када је 16. септембра 1946. званично објављено поскупљење, јавно је објашњено да је то припрема за укидање система оброка. У јавном објашњењу није се помињала текућа пољопривредна суша, а имплицитна подршка Стаљиновој политици донекле је смирила оне делове цивилног становништва који су били под утицајем култа личности вође.
Групе становништва које су и даље биле највише погођене глађу су деца, старци, незапослени, инвалиди (укључујући ратне војне инвалиде) и они који су били запослени на пословима који нису физички (као што су наставници и чиновници). Посебно су погођене породице са само једним хранитељицом (обично самохране мајке удовице чији су мужеви погинули у Другом светском рату), као и деца сирочад која су изгубила оба родитеља.
У периоду од новембра до децембра 1946. Министарство државне безбедности је пресрело и копирало 4.616 писама у Вороњешкој области и 3.275 писама у Стаљинградској области у којима се жалило на глад и неухрањеност. Са популарном фрустрацијом због немогућности куповине хране дошло је до наглог броја крађа. У јесен 1946. у СССР-у је процесуирано 53.369 људи за крађу хлеба, а 36.670 (74,3%) осуђено је на затворске казне. Од укупног броја осуђених за различите категорије злочина 1946/1947. године, око 50% су биле жене са малом децом. Ако би дотичне мајке биле осуђене на затворске казне у Сибиру, мала деца би их пратила. Нагло су порасли и злочини које су починила деца и омладина. Растући очај и фрустрација јавности растеретили су се порастом криминала, посебно међу женама и децом.

### Историја по републици

#### Белорусија
Заједно са Украјином, Белоруска ССР је била један од региона у којима је УНРРА била најактивнија између 1945. и 1947. у борби против неухрањености и глади.

#### Молдавија
Између 1946. и 1947. године, Молдавска ССР је претрпела 100.000–115.000 забележених смртних случајева повезаних са глађу, што значи приближно 5% становништва. Забележени су случајеви канибализма. Молдавија је била једна од области највише погођених глађу, посебно у регионима где је жетва била неуспешна. Локалне организације Црвеног крста у Молдавији уложиле су значајне напоре у исхрану гладних цивила, са посебним освртом на децу без родитеља. Црвени крст Молдавије успоставио је 550 хранилишта и додатних 222 бараке за особе са дистрофијом. Поред тога, постојало је још 200 хранилишта и 180 барака којима су управљале друге организације осим Црвеног крста. Док су неке од ових институција биле прилично делотворне, неке хитне реакције, попут оних које је организовао министар здравља Молдавске ССР М. Сухарев у априлу 1947. године, када је смрт од глади већ била у пуном јеку.

#### Русија
Руска СФСР је била погођена глађу у неколико региона, посебно на југозападу.

#### Украјина
Украјинска ССР је била једна од области највише погођених глађу, посебно у регионима са неуспешном жетвом. Оштро третирана претходним Голодомором 1932–1933, у којем је економска колективизација изазвала страшне несташице пољопривредних производа и глад, била је то Западна Украјина, која је тек припојена од Друге Пољске Републике 1939, чија је мање колективизована пољопривреда пружила олакшање остатку Совјетске Украјине. Само за неколико дана у октобру 1947. године, око 76.192 Украјинаца је депортовано у систем Гулаг у позадини растућег неслагања у вези са глађу. Уз Белорусију, Украјина је била један од региона у којима је УНРРА била најактивнија између 1945. и 1947. у борби против неухрањености и глади. Глад 1946–1947 у Украјинској ССР била је основа за каријеру Никите Хрушчова, који је био први секретар Комунистичке партије Украјине између 1938. и 1947. Међутим, политички положај Хрушчова нарушен је глађу, а фебруара 1947. Стаљин је предложио да се Лазар Каганович пошаље у Украјину да „помогне“ Хрушчову. Следећег месеца, украјински Централни комитет сменио је Хрушчова са места партијског лидера у корист Кагановича, док га је задржао на месту премијера.

#### Међународне реакције
Политика међународне тајности совјетске владе у погледу унутрашње политике значила је да је спољни свет, посебно у почетку, био у мраку о тачним размерама несташице хране у Совјетском Савезу. Совјетска влада је активно покушавала да прикрије размере и озбиљност глади.
Дана 20. јула 1946. основан је Међународни савет за хитну храну (ИЕФЦ) под окриљем Организације УН за храну и пољопривреду (ФАО) и преузео је улогу међународне помоћи у храни. Совјетски Савез је одбио учешће у овој организацији, јер би то захтевало обелодањивање неколико критичних економских статистика, и као резултат тога изгубио је приступ вредном могућем путу стране помоћи.

#### Америка
Глад је дошла у време када су се односи између Сједињених Држава и Совјетског Савеза брзо погоршавали након Велике алијансе и водили у Хладни рат. САД су помогле Совјетском Савезу користећи организације као што је Руска ратна помоћ (РВР („Руска помоћ“), на чијем челу је био Едвард Кларк Картер), организована 1941. године, у његовим ратним напорима против Немачке. Истакнути Американци попут Хелен Хејз и Кетрин Хепберн добровољно су радили за организацију како би прикупили средства за совјетске ратне напоре. Влада САД је такође каналисала цивилну помоћ СССР-у преко Управе Уједињених нација за помоћ и рехабилитацију (УНРРА), основане 1943. године, и слала је војну подршку у облику испорука Ленд-Леасе-а. Америчка помоћ је додала 5% совјетским ресурсима 1942. године и 10% 1943. и 1944. године.
Претходно су Сједињене Државе такође слале помоћ Русији током глади 1921–1922 у облику АРА.
Што се тиче америчких акција током совјетске глади 1946–1947, посебну улогу је преузео амерички председник Хари С. Труман, који је вероватно изабрао пасивност у односу на асертивне понуде помоћи глади како би омогућио Совјетском Савезу да оштети себе у позадини предстојећи Хладни рат.
Труманова администрација је 1. марта 1946. основала Комитет за хитне случајеве глади (ФЕЦ), са Хербертом Хувером, бившим председником САД и бившим шефом АРА, на челу. Хувер је касније приметио да ФЕЦ није пружио помоћ СССР-у јер се претпостављало да не само да ће Совјетски Савез имати довољно хране за сопствено становништво, већ ће такође помоћи у пружању помоћи у храни за друге регионе. Американци су били заинтересовани за пружање помоћи другим земљама ради америчке дипломатске добити, али за разлику од 1921–1922, СССР је остао изван тог оквира.
Труман је био обавештен о катастрофалној ситуацији у Русији најкасније 16. децембра 1946. и претпоставио је да су совјетски захтеви за америчку помоћ неизбежни. Штавише, Труман је активно охрабривао Совјетски Савез да настави, па чак и повећа извоз житарица током година 1945. и 1946. године, не објашњавајући Совјетима колико су он и америчка администрација били свесни несташице пољопривреде у Совјетском Савезу. који је трајао још од Другог светског рата. Американци су желели да искористе растуће хладноратовско ривалство и самосвест Москве о совјетском глобалном престижу да смање притисак на Сједињене Државе због доприноса УНРРА-е, којој су САД дале главни допринос.
Труман је, на захтев Одбора за комбиновану храну, 6. маја 1946. послао писмо Стаљину у којем тражи да се совјетски доприноси УНРРА-и повећају. Стаљин је то одбацио 16. маја 1946.
Поједини Американци, као што је Фјорело Ла Гвардија, били су активни заговорници помоћи САД Совјетском Савезу, али Совјети нису успели да прате такав пут иностране помоћи. Када се Ла Гвардија састајао са Стаљином 29. августа 1946. да би разговарала о ситуацији у СССР-у, Стаљин је био против очекивања да би могао преувеличати размере кризе, и уместо тога је снажно потцењивао озбиљност глади и глади у Совјетском Савезу.
Труманова администрација је радила у правцу сопственог економског интереса да затвори УНРРА-у, упркос чињеници да је америчко руководство било свесно колико је очајнички потребан хуманитарни рад УНРРА-е у Совјетском Савезу. Американци су успели у овом циљу почетком 1947. године, када је УНРРА у великој мери затворена.
Чињеница да је Совјетски Савез јавно прикривао своју домаћу глад, а тиме и своју компаративну међународну слабост, омогућила је Трумановој администрацији да укаже на СССР као непосредну и озбиљну војну претњу. Американци, добро свесни колико су Совјети парализовани својим домаћим пољопривредним невољама (Заједнички обавештајни штаб САД је у новембру 1945. закључио да је Совјетски Савез толико ослабљен ратом да СССР неће бити спреман за још један велики рат најмање 15 година). године), ипак је дозволио Совјетском Савезу да одржи фарсу снаге окренуте ка споља како би олакшао сопствени дневни ред Американаца на домаћем и међународном плану. Труманова администрација сматрала је авет растуће совјетске војне претње пожељним, јер је дозволила америчкој влади да повећа домаћу и међународну подршку за Труманову доктрину (1947), Маршалов план (1948) и формирање НАТО-а (1949).

## Хронологија глади 1946–1947
- 1891-1892: Руска глад 1891–1892.
- 1917: Руска револуција.
- 1917-1922: Руски грађански рат.
- 1921-1922: Руска глад 1921–1922.
- 1932–1933: Совјетска глад 1930–1933. (у Украјини: „Голодомор“).
- 22. јун 1941: Операција Барбароса, улазак Совјетског Савеза у Други светски рат.
- 1943: Оснивање Управе Уједињених нација за помоћ и рехабилитацију (УНРРА).
- 8. мај 1945: Немачка се предала, окончавши Други светски рат у Европи.
- 2. септембар 1945: Јапан се предао, окончавши Други светски рат.
- 1945-1946: Несташица хране у Совјетском Савезу и даље постоји. Напори владе да повећа доступност хране су само делимично ефикасни.
- 1946: Суша 1946. опустошила је жетву године. Жетве опадају за 20% у односу на 1945. годину, што их чини око 60% у односу на ниво из 1940. године.
- Фебруар 1946: Совјетска влада драстично снижава цене хране у настојању да учини храну доступнијом и да обесхрабри активности на црном тржишту. Снижене цене резултирају драстичним смањењем квалитета расположивог хлеба („скривена инфлација“).
- 1. март 1946: Влада САД Харија С. Трумана оснива Комитет за хитне случајеве глади (ФЕЦ) под вођством Херберта Хувера, што је резултирало координисаним напорима за ублажавање глади за неколико европских земаља, али не и за Совјетски Савез, делимично због Тајност совјетске владе о несташици хране у СССР-у.
- Мај 1946: Совјетска влада издаје државну обвезницу за обнову и развој, у почетној вредности од 20 милијарди рубаља.
- 20. јул 1946: Организација Уједињених нација за храну и пољопривреду (ФАО) формирала је Међународни савет за храну за хитне случајеве (ИЕФЦ). Совјетски Савез, у страху од губитка националног суверенитета због статистичких података које ФАО захтева да их обезбеде чланице, одбија чланство.
- 29. август 1946: На састанку са шефом УНРРА Фјорелом Ла Гвардијом, Јосиф Стаљин није открио степен озбиљности несташице хране у СССР-у и поново је пропустио прилику да затражи међународну помоћ.
- Септембар 1946: Покретање „Кампања за уштеду на хлебу”, чиме је хлеб знатно поскупио. Иако су одређена повећања плата усвојена како би се пратило ово повећање цена, плате се не повећавају за исти ниво као цене.
- 1. октобар 1946: На снагу ступа Владина уредба „О економичности у потрошњи житарица“, којом се драстично смањује број грађана који су имали право на исплату књижица.
- Октобар 1946: Совјетска влада је смањила планирану количину хлеба за десетине хиљада тона.

1. новембар 1946: Комбиновани удео овса, јечма и кукуруза у хлебу је повећан на 40% (25% у Москви и Лењинграду), што је додатно умањило квалитет хлеба.
- Децембар 1946: Глад почиње да се јавља у масовним размерама у сектору државних фарми. Брз раст умрлих од глади у СССР-у.
- 16. децембар 1946: Хари С. Труман је обавештен о текућој глади у Совјетском Савезу, али одлучује да не заузме проактиван став у пружању помоћи Совјетском Савезу.
- Март 1947: Први врхунац смрти од глади.
- Од маја до јуна 1947: Други врхунац смрти од глади.
- Јул 1947: Гласине о поновном повећању цена изазивају налет на банке и продавнице у Совјетском Савезу.
- Децембар 1947: Монетарна реформа у Совјетском Савезу, 1947.
- 20. октобар 1948: Усвајање Великог плана за трансформацију природе од стране совјетске владе.[20]

## Културно наслеђе
У контексту совјетске глади, глад из 1946–1947 је често засењена количином пажње посвећене глади 1932–1933.

### Молдавија
Молдавија (у то време позната као Молдавска ССР) била је можда једини део Совјетског Савеза који је био више погођен глађу 1946–1947 него глађу 1921–1922 или 1932–1933, као што је модерна Молдавија била анектирана од стране СССР-а тек 1940. Глад 1946–1947 је тако изнедрила значајну количину академског рада урађеног посебно о Молдавској ССР током тог времена. Међу најистакнутијим проучаваоцима молдавске глади је Игор Касу са Молдавског државног универзитета у Кишињеву.

### Украјина
Совјетска глад (нарочито совјетска глад од 1932–1933, локална украјинска варијанта позната као „Голодомор“) довела је до трајних и тешких културних и демографских штета у Украјини, са оптужбама за геноцид од стране совјетске владе које су постале све популарније након националне независности. Према Рафаелу Лемкину, глад 1946–1947 спада у ширу слику „дугог геноцида“ над украјинским народом који је трајао од 1920. до 1947. године. Украјина је претрпела можда чак 15 милиона вишка смртних случајева између 1914. и 1948. године, а посебно су 1930-те и 1940-те биле трауматично време, када су глад и изгладњивање Голодомора пратили Велика чистка и Други светски рат, што је онда опет довело до глади у виду глади 1946–1947.
Док је глад из 1946–1947 у украјинским разговорима често засенчена њеним смртоносним панданом из 1932–1933, она остаје део разговора о совјетском наслеђу у Украјини. Народни покрет Украјине („Рух“) је формиран 1990. године, непосредно пре распада Совјетског Савеза, да би решио незадовољство народа због совјетске глади, укључујући глад 1946–1947. Пре 2014 (година Евромајдана и анексије Крима од стране Руске Федерације) спремност украјинске владе да агресивно игра специфичну улогу трагедије и патње за украјински народ током совјетске глади варирала је са променом влада у Кијеву.